# Mikhail Aloyan
Mikhail Surenovich Aloyan (23 de agosto de 1988) é um pugilista russo. 

## Carreira
Aloyan competiu nos Jogos Olímpicos Rio 2016, na qual conquistou originalmente a medalha de prata no peso mosca. No entanto, foi desclassificado pelo Tribunal Arbitral do Esporte em dezembro de 2016 após ter sido flagrado no antidoping com a substância proibida tuaminoheptano.